# Lucas Neill
Lucas Neill (Sydney, 1978. március 9. –) profi ausztrál labdarúgó, jelenleg a West Ham United játékosa, valamint tagja az Ausztrál labdarúgó-válogatottnak.